# Basilique Notre-Dame-de-Grâces de Bénévent
Cette  basilique n’est pas la seule basilique Notre-Dame-de-Grâces.
La basilique Notre-Dame-de-Grâces de Bénévent est une église monumentale du XIXe siècle située à Bénévent dans la province italienne de la Campanie. Elle est attachée à un monastère franciscain et a été reconstruite après la Seconde Guerre mondiale.
La Madonna delle Grazie est vénérée comme la sainte patronne de la ville, célébrée le 2 juillet.

## Description
L'église est située au fond d'une large boulevard dédié à saint Laurent, au début duquel a été placée une sculpture égyptienne représentant Apis. Sur la gauche de l'édifice se trouve une colonne de marbre en l'honneur de la Vierge, commandée en 1630 par le gouverneur du pape, Arcas Riccio.
L'édifice est de style néo-classique, avec un plan en croix grecque. Par devant la façade se trouve un pronaos hexastyle, architrave et surmonté par des statues des saints patrons de la ville : saint Barthélemy, saint Janvier, saint Barbato, saint François, saint Antoine et saint Roch.
À l'intérieur, sur l'autel, est placée une statue en bois de la Vierge et l'Enfant, le plus souvent attribuée à Giovanni da Nola Merila (1476-1533).
Il convient de noter également les reliefs en bronze du chemin de croix et les bénitiers du sculpteur contemporain Andrea Martini. Dans la sacristie se trouve une « Annonciation » par Giuseppe Castellano.

## Historique
Le culte de la Vierge dans la ville a été importée en 570 par Artelaide de Bénévent, petit-fils de Narsès. Le saint, qui mourut à l'âge de seize ans, a été enterré dans l'église San Luca, qui a été rebaptisée en son nom, de sorte que pendant des siècles, il a été très vénéré à Bénévent, jusqu'à ce que le tremblement de terre de 1688 provoque l'effondrement de l'église.
L'église Notre-Dame-de-Grâces a été soumise au vote de la municipalité en 1837 pendant une épidémie de choléra. Un projet pour sa construction avait déjà été réalisé en 1815. Parmi les quatre projets soumis, le Conseil des arts de Rome a choisi celui de Vincenzo Coppola.
Le 20 mai 1839, la première pierre fut posée par Gioacchino Pecci, le futur pape Léon XIII, délégué apostolique de Bénévent, au nom des États pontificaux. La consécration de l'église n'a été effectuée que le 16 juin 1901, par le cardinal de la ville, Donato Maria Dell'Olio.
L'église fut promue au rang de basilique mineure en 1957.

## Source
- (it) Cet article est partiellement ou en totalité issu de l’article de Wikipédia en italien intitulé « Basilica della Madonna delle Grazie (Benevento) » (voir la liste des auteurs).